# Avenue Alexándras
L'avenue Alexándras (en grec moderne : Λεωφόρος Αλεξάνδρας) est l'une des grandes artères d'Athènes. 

## Situation et accès
Longue d'environ 3 km et d'orientation est-ouest, elle relie la rue Patissíon à l'ouest (au niveau de la place d'Égypte et du Champ-de-Mars) et les avenues Kifissías et Vasilíssis Sofías à l'est (au niveau de la Tower of Athens) en passant au nord des collines de Stréfi et du Lycabette.
Cette avenue sépare les nouveaux quartiers athéniens de Gýzi (Γκύζη) et Ambelókipi (Αμπελόκηποι) au nord et les quartiers Exárcheia (Εξάρχεια) et Neápoli (Νεάπολη) au sud.

## Origine du nom
Elle porte le nom de la princesse Alexandra de Grèce, fille du roi Georges Ier de Grèce.

## Historique
L'avenue Alexandras a été construite de 1876 à 1878.

## Bâtiments remarquables et lieux de mémoire
On trouve quelques bâtiments d'importances diverses tels que :
- le stade Apóstolos Nikolaḯdis (stade résident du club du Panathinaïkós jusqu'en 2008 puis à partir de 2013)
- la Direction générale de la Police
- l'Institut grec anticancéreux et l'hôpital Agios Sabbas[1]
- le siège (Θέμιδος Μέλαθρον ou maison de Thémis) de la Cour de cassation (Άρειος Πάγος ou Aréopage)[2],[3]
- l'Institut autrichien d'archéologie
- de nombreux théâtres à Exárcheia.

On y trouve aussi la place de la République d'Argentine (Πλατεία Αργεντινής Δημοκρατίας) avec les statues de divers héros de l'indépendance argentine dont José de San Martin.

## Sources
- (en) Cet article est partiellement ou en totalité issu de l’article de Wikipédia en anglais intitulé « Alexandras Avenue » (voir la liste des auteurs).